# Liste der diplomatischen Vertretungen in Namibia

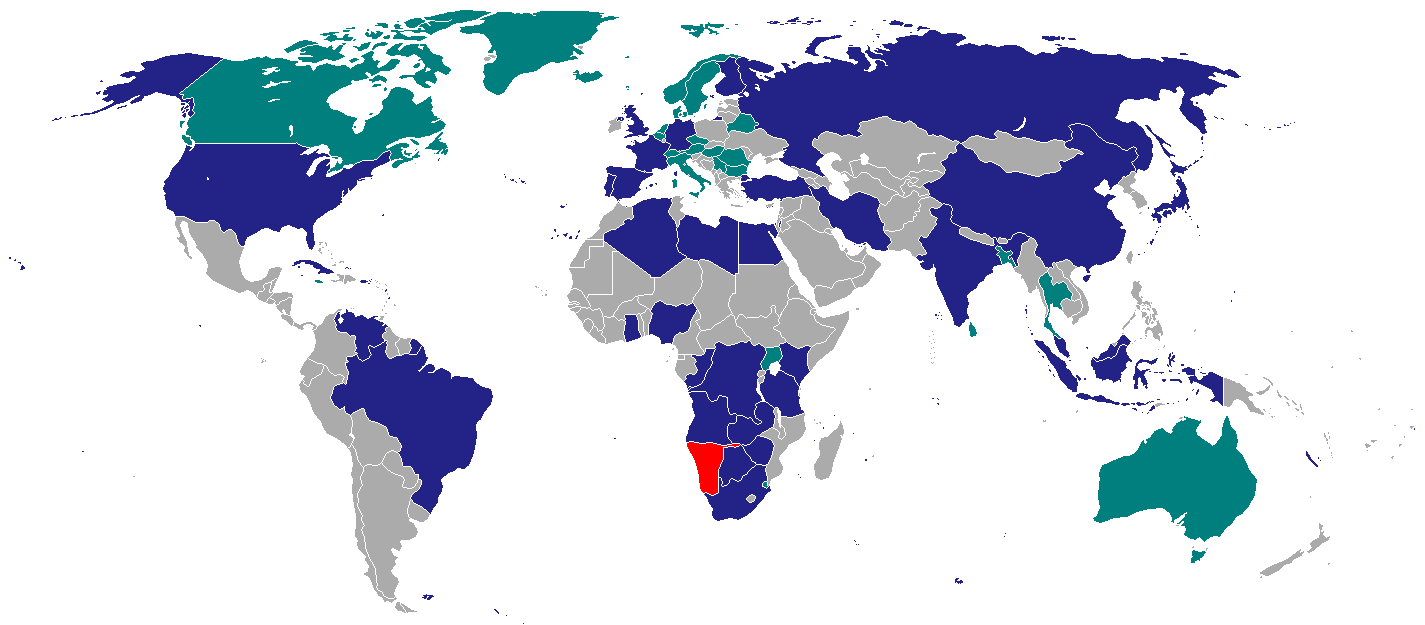
Namibia
Staaten, die in Namibia eine Botschaft oder Hochkommissariat unterhalten
Staaten, die in Namibia nur eine andere Vertretung unterhalten

Diese Seite listet die diplomatischen Auslandsvertretungen in Namibia auf. Im Mai 2022 gab es 159 für Namibia akkreditierte Auslandsvertretungen, wovon sich 35 Botschaften bzw. Hochkomissariarte sowie 30 Konsulate physisch in Namibia befinden.

## Botschaften und Hochkommissariate
| Windhoek (A–K)            | Windhoek (A–K)                                                                           | Windhoek (A–K)                  | Windhoek (A–K)                  |
| Gastland                  | Botschaft / Hochkommissariat                                                             | Vertreter                       | Lage                            |
| ------------------------- | ---------------------------------------------------------------------------------------- | ------------------------------- | ------------------------------- |
| Ägypten                   | Ägyptische Botschaft Berg Str. 10, Windhoek-Klein Windhoek                               | Amr Abdelwareth                 | 22° 34′ 19,6″ S, 17° 5′ 56,1″ O |
| Algerien                  | Algerische Botschaft Joseph Mukwayu Ithana Str. 96, Windhoek-Ludwigsdorf                 | Sid Ali Abdelbari               |                                 |
| Angola                    | Angolanische Botschaft Dr. Agostinho Neto Str. 3, Windhoek-Central                       | Jovelina Imperial e Costa       | 22° 34′ 35,7″ S, 17° 5′ 10,7″ O |
| Botswana                  | Botswanisches Hochkommissariat Nelson Mandela Avenue 101, Klein-Windhoek                 | Batlang Comma Serema            | 22° 33′ 24,8″ S, 17° 5′ 50,3″ O |
| Brasilien (Botschafter)   | Brasilianische Botschaft Simeon Shixungileni St. 52, Windhoek                            | Jose de Andrade Filho           | 22° 34′ 13,4″ S, 17° 4′ 49,8″ O |
| Volksrepublik China       | Botschaft der Volksrepublik China Hebenstreit Str. 28, Windhoek-Ludwigsdorf              | Zhang Yiming                    | 22° 34′ 8,6″ S, 17° 6′ 34,6″ O  |
| Deutschland (Botschafter) | Deutsche Botschaft Independence Avenue 154, Windhoek-Central                             | Thorsten Hutter                 | 22° 34′ 4,1″ S, 17° 5′ 2,8″ O   |
| Finnland                  | Finnische Botschaft Crohn Str. 2, Windhoek-Central                                       | Leena Viljanen                  | 22° 33′ 36,7″ S, 17° 5′ 9,6″ O  |
| Frankreich                | Französische Botschaft Willemien St 24, Windhoek-Ludiwgsdorf                             | Sébastien Minot                 |                                 |
| Ghana                     | Ghanaisches Hochkommissariat Nelson Mandela Avenue 5, Windhoek-Klein Windhoek            | vakant                          | 22° 34′ 29,1″ S, 17° 6′ 15,9″ O |
| Indien                    | Indisches Hochkommissariat Nelson Mandela Avenue 97, Windhoek-Klein Windhoek             | Prashant Agrawal                | 22° 33′ 37,8″ S, 17° 5′ 49,1″ O |
| Indonesien                | Indonesische Botschaft Nelson Mandela Avenue 103, Windhoek-Klein Windhoek                | Wisnu Edi Pratignyo             | 22° 33′ 34,5″ S, 17° 5′ 47″ O   |
| Iran                      | Iranische Botschaft Breiting Str. 4, Windhoek-Klein Windhoek                             | Sayed Ali Sharifi Sadati        |                                 |
| Japan                     | Japanische Botschaft Sam Nujoma Drive 78, Windhoek-Klein Windhoek                        | Harada Hideaki                  |                                 |
| Kenia                     | Kenianisches Hochkommissariat Robert Mugabe Avenue 134, Windhoek-Central                 | Benjamin Langat                 | 22° 33′ 29,6″ S, 17° 5′ 10,4″ O |
| Kongo                     | Botschaft der Republik Kongo Simeon Shixugileni St, Windhoek                             | Chantal M. Itoua-Apoyolo        |                                 |
| Kongo, D. R.              | Botschaft der Demokratischen Republik Kongo Simeon Shixungileni St. 56, Windhoek-Central | Anastas Kaboba Kasongo Wa-Kimba |                                 |

| Windhoek (K–Z)           | Windhoek (K–Z)                                                                                  | Windhoek (K–Z)                           | Windhoek (K–Z)                  |
| Gastland                 | Botschaft / Hochkommissariat                                                                    | Vertreter                                | Lage                            |
| ------------------------ | ----------------------------------------------------------------------------------------------- | ---------------------------------------- | ------------------------------- |
| Kuba                     | Kubanische Botschaft Quenta Str. 37, Windhoek-Ludwigsdorf                                       | Sidenio Acosta Adai                      |                                 |
| Libyen                   | Libysche Botschaft Conrad Rust Str. 8, Windhoek-Ludwigsdorf                                     | vakant Salah Serksi (Chargé d’ Affaires) |                                 |
| Malaysia                 | Malayisches Hochkommissariat Nelson Mandela Ave, Windhoek-Ludwigsdorf                           | Hishamuddin Ibrahim                      | 22° 33′ 34″ S, 17° 5′ 49″ O     |
| Souveräner Malteserorden | Botschaft des Malteserordens Ewood St 11, Windhoek-Auasblick                                    | Giacomo Berutto                          |                                 |
| Nigeria                  | Nigerianisches Hochkommissariat General Murtala Muhammed Avenue 4, Windhoek-Eros                | vakant                                   |                                 |
| Portugal                 | Portugiesische Botschaft Karin Str. 4, Windhoek-Ludwigsdorf                                     | Fernando Manuel de Gouveia Araújo        |                                 |
| Russland                 | Russische Botschaft Christian Str. 4, Windhoek-Klein Windhoek                                   | Valerii Utkin                            |                                 |
| Sambia                   | Sambisches Hochkommissariat 22 Mandume Ndemufayo Street, Windhoek                               | Steven Katuka                            |                                 |
| Simbabwe                 | Simbabwische Botschaft Independence Avenue 398, Windhoek-Central                                | Rofina Ndakaziva Chikava                 | 22° 34′ 16,7″ S, 17° 4′ 55,9″ O |
| Spanien                  | Spanische Botschaft Simeon Shixungileni St. 58, Windhoek-Central                                | Antonio Javier Romera Pinto              | 22° 34′ 7,7″ S, 17° 4′ 47,3″ O  |
| Südafrika                | Südafrikanisches Hochkommissariat Jan Jonker Weg/Nelson Mandela Avenue, Windhoek-Klein Windhoek | William M.P. Whitehead                   | 22° 34′ 30,1″ S, 17° 6′ 18,5″ O |
| Tansania                 | Tansanisches Hochkommissariat Nachtigal St 22, Windhoek-Central                                 | Modestus Kipilimba                       | 22° 34′ 35,2″ S, 17° 4′ 53,5″ O |
| Türkei                   | Türkische Botschaft Turmalin Str. 54, Windhoek-Eros Park                                        | Berin Makbule Tulun                      |                                 |
| Venezuela                | Venezolanische Botschaft Nelson Mandela Avenue 12, Klein Windhoek                               | Omar Berroteran Paredes                  |                                 |
| Vereinigte Staaten       | Botschaft der Vereinigten Staaten Metje Str. 38, Windhoek-Klein Windhoek                        | Randy Berry                              | 22° 33′ 32,2″ S, 17° 5′ 43,9″ O |
| Vereinigtes Königreich   | Britisches Hochkommissariat Robert Mugabe Avenue 116, Windhoek-Central                          | vakant                                   | 22° 33′ 40,7″ S, 17° 5′ 10,3″ O |

## Ständige Vertretungen
| Windhoek                          | Windhoek                                                           | Windhoek            | Windhoek                       |
| Organisation                      | Vertretung                                                         | Vertreter           | Lage                           |
| --------------------------------- | ------------------------------------------------------------------ | ------------------- | ------------------------------ |
| Europäische Union                 | Delegation der Europäischen Union 2 Newton St, Windhoek-Luxushügel | Ana-Beatriz Martins | 22° 34′ 4,1″ S, 17° 5′ 2,8″ O  |
| UNO und zugehörige Organisationen | Delegation der Vereinten Nationen 38–44 Stein Str., Klein Windhoek | Sen Pang            | 22° 34′ 34,9″ S, 17° 6′ 0,6″ O |

## Konsulate
Hier sind alle Generalkonsulate, Konsulate, Honorargeneralkonsulate und Honorarkonsulate in Namibia aufgelistet.
| Gastland | Konsulat                                                        | Vertreter                        | Lage     |
| Lüderitz | Lüderitz                                                        | Lüderitz                         | Lüderitz |
| -------- | --------------------------------------------------------------- | -------------------------------- | -------- |
| Spanien  | Königlich-Spanisches Honorarkonsulat Insel Str., Lüderitz       | Miguel Angel Tordesillas Herranz |          |
| Oshakati |                                                                 |                                  |          |
| Angola   | Angolanisches Generalkonsulat Dr. Agostinho Neto Str., Oshakati | Andre Ventura                    |          |

| Gastland   | Konsulat                                                            | Vertreter               | Lage  |
| Rundu      | Rundu                                                               | Rundu                   | Rundu |
| ---------- | ------------------------------------------------------------------- | ----------------------- | ----- |
| Angola     | Angolanisches Generalkonsulat Dr. Agostinho Neto Rd, Rundu          | Oliveira Guilherme      |       |
| Walvis Bay |                                                                     |                         |       |
| Frankreich | Französisches Honorarkonsulat Mandume Ndemufayo Str. 49, Walvis Bay | Milutin Djoulizibaritch |       |

| Windhoek                     | Windhoek                                                                           | Windhoek                  | Windhoek |  |
| Gastland                     | Konsulat                                                                           | Vertreter                 | Lage     |  |
| ---------------------------- | ---------------------------------------------------------------------------------- | ------------------------- | -------- |  |
| Äthiopien                    | Äthiopisches Honorarkonsulat Werner List Str. 51–55, Windhoek-Central              | Martha Namundjebo-Tilahun |          |  |
| Australien                   | Australisches Honorarkonsulat Chalcedoon St. 56, Windhoek-Eros Park                | Edward Humphrey           |          |  |
| Bangladesch                  | Honorarkonsulat von Bangladesch John Ludwig Str. 3, Windhoek-Ludwigsdorf           | Bulbul Mollah             |          |  |
| Belarus                      | Berlarussisches Honorarkonsulat 4 Shiloh Heights, Windhoek-Kleine Kuppe            | Fidel Iipumbu             |          |  |
| Belgien                      | Königlich-Belgisches Honorarkonsulat Love St. 12, Windhoek-Central                 | Hans-Bruno Gerdes         |          |  |
| Bulgarien                    | Bulgarisches Honorarkonsulat Kuiama Riruako Str. 17, Windhoek-West                 | Mihail Mihaylov           |          |  |
| Dänemark                     | Königlich-Dänisches Honorarkonsulat Schanzenweg 39, Windhoek                       | Klaus Endresen            |          |  |
| Eswatini                     | Königlich-Eswatinisches Honorarkonsulat Feld St 6, Windhoek                        | Mamsy Dambi               |          |  |
| Island                       | Isländisches Honorarkonsulat Schwerinsburg Str. 8, Windhoek-Luxushügel             | Bonita de Silva           |          |  |
| Italien                      | Italienisches Honorarkonsulat Schanzenweg 24, Windhoek-Klein Windhoek              | Alexxandro Micheletti     |          |  |
| Jamaika                      | Jamaikanisches Honorarkonsulat Marcus Garvey Str. 46a, Windhoek-Ludwigsdorf        | Earle Spencer Taylor      |          |  |
| Kanada                       | Kanadisches Honorarkonsulat Eadie Str. 4, Windhoek-Luxushügel                      | François Uys              |          |  |
| Demokratische Republik Kongo | Honorarkonsulat der D. R. Kongo Werner List Str. 51–55, Windhoek-Central           | Haddies Tilahun           |          |  |
| Niederlande                  | Königlich-Niederländisches Honorarkonsulat Schützenstr. 3, Windhoek-Klein Windhoek | Servaas van den Bosch     |          |  |

| Windhoek   | Windhoek                                                                           | Windhoek                 | Windhoek                       |
| Gastland   | Konsulat                                                                           | Vertreter                | Lage                           |
| ---------- | ---------------------------------------------------------------------------------- | ------------------------ | ------------------------------ |
| Norwegen   | Königlich-Norwegisches Honorarkonsulat Schanzenweg 39, Windhoek-Klein Windhoek     | Klaus Endresen           | 22° 33′ 0,2″ S, 17° 5′ 51,5″ O |
| Österreich | Österreichisches Honorarkonsulat Hella-Kuppe-Str. 37, Windhoek-Kleine Kuppe        | Reinhard Laggner         |                                |
| Portugal   | Portugiesisches Honorarkonsulat Aviation Rd, Windhoek-Suiderhof                    | Alfredo Lourenco Pimenta |                                |
| Rumänien   | Rumänisches Honorarkonsulat Daphne Hasenjager Str. 12, Windhoek-Olympia            | Nicolae Tambrescu        |                                |
| Serbien    | Serbisches Honorarkonsulat Rabenweg 12, Windhoek-Katutura                          | Marten Nenkete Kapewasha |                                |
| Schweden   | Schwedisches Honorarkonsulat Schanzenweg 39, Windhoek                              | Klaus Endresen           |                                |
| Schweiz    | Schweizerisches Honorarkonsulat Independence Avenue 175, Windhoek-Central          | Urs Gamma                |                                |
| Sri Lanka  | Srilankisches Honorarkonsulat Goshawk Str. 7, Windhoek-Pionierspark                | Sackey Aipinge           |                                |
| Thailand   | Königlich-Thailändisches Honorarkonsulat Independence Avenue 301, Windhoek-Central | Gabriel Uahengo          | 22° 33′ 47,1″ S, 17° 5′ 3,8″ O |
| Tschechien | Tschechisches Honorarkonsulat Fritsche Str. 10, Windhoek-Pionierspark              | Selma Penna Utonih       |                                |
| Türkei     | Türkisches Honorarkonsulat Newcastle Str. 37, Windhoek                             | Burhan Seber             | Erongo                         |
| Uganda     | Ugandisches Konsulat Sam Nujoma Drive 351, Windhoek-Klein Windhoek                 | Joseph Ssajabbi Ndawula  |                                |
| Ungarn     | Ungarisches Honorarkonsulat Scorpio St. 8, Windhoek-Dorado Park                    | György Trepper           |                                |